# Dmitro Grigorovič Levickij
Dmitro Grigorovič Levickij (ukr. Дмитро Григорович Левицький, rus. Дмитрий Григорьевич Левицкий); (Kijev, ožujak 1735. - Sankt Peterburg, 17. travnja 1822.), ukrajinski i ruski profesionalni slikar portreta. 
Levickij je rođen u ukrajinskoj svećeničkoj obitelji kod oca gravera Grigorija Levickog koji mu je ujedno bio prvi likovni učitelj. Kasnije je Dmitro Levickij postao učenik ruskog doseljenika Alekseja Antropova koji je došao u Kijev slikati u katedrali Sv. Andrija. 

## Profesionalna karijera
Godine 1770., nakon što je Levickij izložio svojih 6 portreta u Imperijalnoj umjetničkoj akademiji Sankt Peterburga, postao je popularni slikar portreta u cijelom Ruskom carstvu. Za portret arhitekta i prvog rektora iste akademije Aleksandra Kokorinova, 1769. je stekao titulu akademika te je postavljen za profesora likovnih umjetnosti na peterburškoj Imperijalnoj umjetničkoj akademiji. Ondje se zadržao sve do 1788. godine.
U razdoblju između 1772. i 1776. Levickij je radio na niz umjetničkih djela odnosno portreta iz ženskog intelektualnog miljea u sklopu peterburškog Instituta za mlade žene, kojeg je osnovala ruska carica Katarina II. U istom institutu su se mogli vidjeti primjeri ženske inspirativne glazbene i dramske umjetnosti. Levickij je za svoga života imao relativno puno posla i naslikao je dosta portreta te je u europskim krugovima smatran jednim od najboljih slikara portreta u 18. stoljeću, ali njegov talent tijekom života nikada nije bio dovoljno plaćen.

## Galerija slika
- Arhitekt Aleksandar Kokorinov (1769.)
- Prokofij Demidov (1773.)
- E. N. Hruščova and plemkinja E. N. Hovanskaja (1773.)
- Ekaterina Nelidova (1773.)
- Aleksandar Lanskoj (1782.)
- Kneginja Ursula Mniszeč (1782.)
- Ruska carica Katarina II. (1783.)
- General Josif Igelström (1790.)

## Vanjske poveznice
- Культурний центр України в Москві; ДМИТРО ГРИГОРОВИЧ ЛЕВИЦЬКИЙ[neaktivna poveznica]
- Olga's Gallery; Dmitry Levitzky - Galerija slika
- Левицкий Дмитрий Григорьевич